# Eucyrtopogon punctipennis
Eucyrtopogon punctipennis är en tvåvingeart som först beskrevs av Axel Leonard Melander 1923.  Eucyrtopogon punctipennis ingår i släktet Eucyrtopogon och familjen rovflugor. Inga underarter finns listade i Catalogue of Life.